# إني أحبك (أغنية)
اني أحبك (بالفرنسية: Que je t'aime)‏ أغنية للمغني الفرنسي جوني هاليداي (1943 – 2017)، صدرت في عام 1969، ألفها الموسيقى الفنان الفرنسي جان رينارد في ليلة واحدة، وكلماتها كتبها جيل تيبوت. كان جوني هاليداي يبحث عن أغنية قوية لعرضه الجديد على مسرح قصر الرياضة. الأغنية ناجحة ومحبوبة أو معروفة على الأقل لمعظم الفرنسيين، وأيضا لعشاق المغني الشهير وعشاق موسيقى الروك. صعدت الأغنية في أغسطس 1969 إلى قمة قوائم الإسطوانات في فرنسا وتربعت على القمة لمدة 11 إسبوع من 08/02/1969 إلى 26/09/1969 ومن 10/04/1969 إلى 24/10/1969، كما صعدت في بلجيكا أيضا إلى المركز الأول، وفي عام 1988 صدرت نسخة حية من الأغنية تم تسجيلها عام 1987 من مسرح «قصر الرياضة» بباريس، وتضمنها ألبومه «جوني في بيرسي»، وكان هناك شاشة عرض كبيرة خلف هاليداي أثناء أداء هذه الأغنية لتعرض فيديو لشابة تتجرد من ملابسها لتصبح عارية، وكانت الشابة التي ظهرت في الفيديو هي الممثلة الفرنسية ساندرين كارون.كتبت موقع مجلة ريكورد كوليكتور البريطانية عن عرض جوني هاليداي في مونترو 1988: «بدعم من فريق مكون من 7 عازفين وثلاثة أصوات للغناء المساعد، قدم هاليداي مجموعة من أغانيه الحديثة ممتزجة بالألحان القديمة.. تأتي أغنية» اني أحبك«ويتراوح مزاج الحفل بين المناسب، وأحياناً يبدو الموقف وكأنه ملعب روك، الجمهور المتحمس جداً في مونترو، يخبرك بكل ما في الأمر، إذا كنت بحاجة لمعرفة المزيد عن هاليداي، ووضعه الدائم باعتباره الفنان الأكثر مبيعًا في كل العصور».
كتب الكسيس جوريت بتاريخ 06/09/2019 على صحيفة الفيجارو: «الأغنية الأسطورية لمعبود الشباب، المولودة في عام 1969 من الحان جان رينارد ستعطى حياة جديدة في 9 سبتمبر 2019 بتوزيع مختلف. جوني هاليداي، الذي توفي في 5 ديسمبر 2017، لم ينته من مفاجأة معجبيه... ولد المغني من جديد من الرماد بمناسبة مرور خمسين عامًا على إحدى أكثر أغانيه رمزية» اني أحبك«تحت إشراف شركة ينيفرسال، سيتم إصدار الأغنية بصورة مختلفة من الموسيقى على اسطوانة الفينيل في 9 سبتمبر، بما في ذلك التجربة الأولى للأغنية، المسجلة في استوديو أوروبا 1 حيث كان يعزف هاليداي على البيانو».
كتبت مجلة لوماج الفرنسية الشهرية تحت عنوان «جوني هاليداي: الإصدار الأول المذهل من أغنية اني أحبك على البيانو صدر لأول مرة»: «كتب الملحن جان رينارد والشاعر جيل ثيبوت في عام 1969 اني أحبك لجوني هاليداي، وتم إصدار الأغنية على قرص في 23 يونيو، ولكن قبل ذلك، تمكن جمهور قصر الرياضة من اكتشافها على المسرح في نهاية أبريل... قبل أيام قليلة فقط من إحياءها على خشبة المسرح، أداها جوني هاليداي لأول مرة في استوديو أوروبا 1 بصوت بيانو مذهل ورصين، مع الملحن جان رينارد على البيانو... في الربيع الماضي، احتفلت هذه الأغنية، وهي واحدة من عشرة أغاني مفضلة بالذكرى الخمسين لتأليفها».
كتب الموقع الفرنسي «بيور بريك تشارتس» تحت عنوان «قصة نجاح»، بتاريخ السبت 09 ديسمبر 2017: «بينما كان جوني هاليداي يسحر الفرنسيين خلال عشر سنوات بالفعل، فإن نهاية الستينيات ستشكل نقطة تحول في حياته المهنية، مع أغنية» اني أحبك«نجح في إحداث سكتة دماغية رئيسية وأثبت نفسه كأحد الفنانين الأساسيين في المشهد الموسيقي الفرنسي... بهذه الأغنية القوية، يوقع جوني هاليداي إحدى أعظم نجاحاته في حياته المهنية، عندما تم إصدارها في مايو 1969 ظلت على ما لا يقل عن أحد عشر أسبوعًا متتاليًا في قمة قوائم» الهيت باراد«، مع أكثر من 815000 نسخة تم بيعها... أداء مذهل لأغنية لم تظهر في الأصل في قائمة أغاني ألبوم جوني وقت صدورها».

## عن المغني
كتب موقع أول ميوزك عن جوني هاليداي: «كان نجم الروك الأول والوحيد في فرنسا، جوني هاليداي لا يزال ظاهرة فرنسية مميزة، وان كان لم يحصل أبدًا على اعتراف عالمي (جزئيًا لأن جزءًا كبيرًا من مجموعة أغانيه تتكون من نسخ باللغة الفرنسية لأحدث موسيقى الروك الأمريكية المبكرة). ربما تأثر فنانون فرنسيون آخرون بموسيقى الروك أند رول، لكن لم يكن أي منهم مدينًا للمصادر الأصلية، أو ناجحًا بشكل دائم، مثل هاليداي. علاوة على ذلك، استحوذت مخصصاته على إلفيس بريسلي وجيمس دين على الخيال الفرنسي، ولكن وبصرف النظر عن حاجز اللغة، غالبًا ما كان منمقًا جدًا ومحاكًا بحيث لا يتردد صداها مع الجماهير المستخدمة في المقالة الأصلية، ومع ذلك، حتى لو كانت تفسيراته الموسيقية تفتقر إلى بعض مصادرها، فإن إحساسه بأسلوب موسيقى الروك أند رول، بكل زخارفه المتمردة، كان لا تشوبه شائبة».

## كلمات الأغنية
عندما تفردي شعرك Quand tes cheveux s'étalent
مثل شمس الصيف Comme un soleil d'été
وهذه وسادتك Et que ton oreiller
تشبه حقول القمح Ressemble aux champs de blé
عندما يكون الظل والضوء Quand l'ombre et la lumière
يرسم على جسمك Dessinent sur ton corps
تلال وغابات Des montagnes, des forêts
وكنوز الجزر Et des îles aux trésors
أني أحبك، وأني أحبك، وأني أحبك Que je t'aime, que je t'aime, que je t'aime
أني أحبك، وأني أحبك، وأني أحبك Que je t'aime, que je t'aime, que je t'aime
عندما تكون شفتيك ناعمة Quand ta bouche se fait douce
عندما يقوى جسدك Quand ton corps se fait dur
عندما تصبح السماء في عينيك Quand le ciel dans tes yeux
ليست كما كانت نقية D'un seul coup n'est plus pur
عندما تريدي بيديك Quand tes mains voudraient bien
عندما لا تجرؤ أصابعك Quand tes doigts n'osent pas
عندما يقول خجلك «لا» Quand ta pudeur dit non
بصوت ضعيف جدا D'une toute petite voix
أني أحبك، وأني أحبك، وأني أحبك Que je t'aime, que je t'aime, que je t'aime
أني أحبك، وأني أحبك، وأني أحبك Que je t'aime, que je t'aime, que je t'aime
عندما لا تشعرِ أنكِ خائفة بعد الآن Quand tu ne te sens plus chatte
وأنكِ أصبحتِ جامحة Et que tu deviens chienne
تلبي نداء الذئب Et qu'à l'appel du loup
لقد كسرت قيودك أخيرًا Tu brises enfin tes chaînes
عندما تتنهدِ لأول مرة Quand ton premier soupir
وينتهي البكاء Se finit dans un cri
عندما يكون أنا من يقول «لا» Quand c'est moi qui dis non
عندما تكون أنت من تقول «نعم» Quand c'est toi qui dis oui
أني أحبك، وأني أحبك، وأني أحبك Que je t'aime, que je t'aime, que je t'aime
أني أحبك، وأني أحبك، وأني أحبك Que je t'aime, que je t'aime, que je t'aime
عندما يصبح جسدي على جسدك Quand mon corps sur ton corps
ثقيل مثل حصان محطم Lourd comme un cheval mort
لا أعرف، لا أعرف بعد الآن Ne sait pas, ne sait plus
إذا كان لا يزال موجودًا S'il existe encore
عندما صنعنا الحب Quand on a fait l'amour
مثل الآخرين يذهبون إلى الحرب Comme d'autres font la guerre
عندما أكون الجندي Quand c'est moi le soldat
من يموت ومن يفقد Qui meurt et qui la perd
أني أحبك، وأني أحبك، وأني أحبك Que je t'aime, que je t'aime, que je t'aime
أني أحبك، وأني أحبك، وأني أحبك Que je t'aime, que je t'aime, que je t'aime
إني أحبك Que je t'aime
إني أحبك Que je t'aime

## وصلات خارجية
- https://www.allmusic.com/artist/johnny-hallyday-mn0000255733 إني أحبك (أغنية)
- https://www.discogs.com/Johnny-Hallyday-Que-Je-Taime/release/3028533 إني أحبك (أغنية)
- https://secondhandsongs.com/performance/210560 إني أحبك (أغنية)